# UN Watch
UN Watch — неправительственная организация, располагающаяся в Женеве. Основана в 1993 году. Основателем организации и первым её главой стал Моррис Абрам, бывший посол США при женевском представительстве ООН, президент Американского еврейского комитета в 1963—1968 годах и президент Конференции президентов еврейских организаций США в 1986—1989 годах. Является представительством Американского еврейского комитета в Женеве.
Заявленной целью организации является мониторинг эффективности деятельности ООН. В сферу интересов UN Watch попадают реформы управления ООН, взаимодействие ООН и гражданского общества, равенство в рамках ООН, а также равенство в отношении государств-членов. UN Watch неоднократно отмечала непропорциональное внимание и несправедливое отношение к Израилю в ООН на протяжении многих лет, что, по мнению UN Watch, является наглядным примером игнорирования равенства государств-членов и Устава ООН. Организация также ведёт в ООН борьбу с антисемитизмом и предубеждениями относительно Израиля.
UN Watch занимается мониторингом квалификации стран-кандидатов в Совет по правам человека ООН и является критиком Совета, утверждая, что многие члены Совета сами плохо соблюдают права человека. Организация также критикует Совет за чересчур пристальное внимание к Израилю.
Организация является аккредитованной НПО и имеет специальный консультативный статус при Экономическом и социальном совете ООН, а также является ассоциированной НПО при Департаменте общественной информации ООН.

## Структура
UN Watch управляется советом директоров, в который входят:
- Alfred H. Moses — председатель, бывший посол США в Румынии, почётный президент Американского еврейского комитета[6]
- Per Ahlmark — (европейский сопредседатель) бывший заместитель премьер-министра Швеции
- Irwin Cotler — бывший министр юстиции и генеральный прокурор Канады
- David A. Harris — сопредседатель, исполнительный директор UN Watch[6], исполнительный директор Американского еврейского комитета
- Max Jakobson — бывший посол Финляндии при ООН
- Ruth Wedgwood — профессор международного права Университета Джонса Хопкинса

## Отзывы
Организация получила похвалу от многих мировых лидеров. Так, она получила высокую оценку от бывшего Генерального секретаря ООН Кофи Аннана, который сказал: «Я считаю, что информация и независимая оценка деятельности ООН окажется важным источником в нашем стремлении адаптировать ООН к потребностям меняющегося мира».
Еврейским телеграфным агентством организация была оценена как произраильская. Информационное агентство Франс Пресс назвало UN Watch лоббистской группой с сильными связями с Израилем.
В октябре 2011 года специальный докладчик ООН по положению на оккупированных палестинских территориях Ричард Фальк, в связи с обвинениями со сторон UN Watch в том, что он якобы считал, что «террористические нападения 11 сентября 2001 года были организованы правительством США, а не террористической организацией Аль-Каида», назвал UN Watch произраильской группой, которая «сознательно исказила его комментарии в личном блоге», и отверг все обвинения в свой адрес. При этом, накануне Генеральный секретарь ООН Пан Ги Мун упомянул о предположении «одного из специальных докладчиков» о том, что «что-то скрывалось» в ходе расследования терактов 11 сентября, и решительно осудил «такого рода провокационную риторику». Согласно же UN Watch, подобное мнение Фальк высказывал не только в своем блоге (на сайте), но, в частности, и в рекомендации к книге сторонника соответствующей конспиративной теории Дэвида Гриффина на сайте Amazon.com и в беседе с другим сторонником этой теории Кевином Барреттом, а его опровержение последовало только после критики Пан Ги Муна.